# Ловошув
Ловошув (пол. Łowoszów) — село в Польщі, у гміні Олесно Олеського повіту Опольського воєводства.
Населення — 516 осіб (2011).
У 1975-1998 роках село належало до Ченстоховського воєводства.

## Демографія
Демографічна структура станом на 31 березня 2011 року:
|          | Загалом | Допрацездатний вік | Працездатний вік | Постпрацездатний вік |
| -------- | ------- | ------------------ | ---------------- | -------------------- |
| Чоловіки | 254     | 49                 | 163              | 42                   |
| Жінки    | 262     | 47                 | 138              | 77                   |
| Разом    | 516     | 96                 | 301              | 119                  |